# Никифоровка (станция)
Ники́форовка — одна из крупнейших по грузообороту железнодорожная станция на линии Мичуринск — Тамбов Мичуринского региона Юго-Восточной железной дороги.
Располагается в рабочем посёлке Дмитриевка, административном центре Никифоровского района Тамбовской области.
Имеет две пассажирские платформы. Движение поездов осуществляется на тепловозной тяге. Начало работ по электрификации станции запланировано на 2024 год.
Расстояние до станции Москва-Пассажирская-Павелецкая 428 км, до станции Тамбов I 50 км, до станции Мичуринск-Уральский 25 км.
Входит в состав Мичуринского центра организации работы железнодорожных станций Юго-Восточной дирекции управления движением Центральной дирекции управления движением филиала ОАО «РЖД»
К концу 2013 года почти 140 миллионов рублей было вложено в реконструкцию станции. Реконструкция позволила увеличить объём её погрузки в шесть раз. Начиная с 2014 года, станция может дополнительно грузить 600 тысяч тонн зерна направлением на порт Новороссийск и регионы Сибири. В 2012 году объём погрузки на станции составил 103,126 тыс. тонн, а за 7 месяцев текущего года 47 тысяч тонн.

## История
Раньше называлась Бельским Городком. Станция построена в 1869 году. Название от имени землевладельца, построившего станцию. До 1904 года называлась Дмитриевкой. Здесь было 4 склада хлеба, свинобойня.
При станции Русско-Английской торговой компанией в Лондоне устроена английская свинобойня для вывоза мяса на английские рынки. Спрос на свиней вызвал в окрестных селениях развитие свиноводства, для улучшения которого владельцы свинобойни выписали из Великобритании племенных производителей по доступным ценам. При станции организовалась скупка хлебов и раз в неделю бывали базары, на которые свозился хлеб из окрестных селений. Для ссыпки хлеба устроено четыре хлебных склада.
В трех верстах, на реке Ярославке, левом притоке Польного Воронежа, лежало большое село Ярославка, имеющее до 3200 жителей и по соседству с ним расположены села Сычевка, Киселевка и Екатеринино. В шести верстах — большое село Озерки, имеющее до 4000 жителей. На таком же расстоянии, в имении С.С. Шибаева работала  паровая мельница, вырабатывающая ржаную обдирную муку и пшено для московского рынка. В 8 верстах действовал Ксениевский винокуренный завод Давыдовых и в 12 верстах действовал винокуренный завод Мариинского товарищества.
В 12 верстах находилось имение А.А. Ушакова, известное роскошным декоративным садоводством.
На 26 версте полотно дороги пересекал древний земляной вал, известный под именем «Тамбовской сторожевой черты». Это монументальное земляное сооружение, идущее на протяжении 43 версты от села Кузьмина Гать (станция Кандауровка), мимо Отрога и Арапова до Лысых гор и упирающееся одним концом в речку Челновую на 52 версте Козлово-Саратовской линии. Далее вал этот тянется от села Лысые Горы до реки Польный Воронеж на 19 верстк Козлово — Саратовской линии. Вал был построен при царе Алекее Михайловиче в 1648 году князем И.И. Ромодановским для ограждения Тамбова, «градских и уездных поль от дикия страны; и строен тот вал седмию городами». На всем протяжении вала были построены сторожевые башни на равном расстоянии одна от другой, которые охранялись казаками.
Академик Фальк, осматривавший этот вал в 1769 году, сообщает, что «Тамбовская линия состоит из широкого сухого рва и вала, вышиною в 2 сажени, местами прерываемого шанцами».
Известный путешественник граф И. Потоцкий, бывший здесь в 1769 году, через полтораста лет после постройки вала, писал: «между Козловом и Тамбовом встретил я множество древних укреплений, которые без сомнения относятся к тем временам, когда набеги кочующих народов простирались до этих мест; земляные укрепления держатся чрезвычайно долго; причина этого очевидна: возвышаясь под углом в 45°, они не содержат в себе зародыша разрушения».

## Пригородное сообщение
Действует ежедневное пригородное сообщение: рельсовые автобусы по маршруту Тамбов — Мичуринск, Тамбов — Никифоровка. В летний период по отдельным дням через станцию курсирует пригородный поезд Тамбов — Староюрьево

## Дальнее сообщение
Через станцию следуют пассажирские поезда дальнего следования в направлении Мичуринска и Тамбова. Поездами дальнего следования можно добраться до станций в направлении Балакова, Москвы, Новосибирска, Белгорода, Балашова, Астрахани, Санкт-Петербурга, Саратова. В летний период через станцию курсируют поезда в направлении Адлера, Новороссийска, Анапы
| № поезда                        | Маршрут движения                | № поезда                        | Маршрут движения                |
| Круглогодичное движение поездов | Круглогодичное движение поездов | Круглогодичное движение поездов | Круглогодичное движение поездов |
| ------------------------------- | ------------------------------- | ------------------------------- | ------------------------------- |
| 17 "Москва-Саратов"             | Саратов — Москва                | 18 "Москва-Саратов"             | Москва — Саратов                |
| 31                              | Саратов — Москва                | 32                              | Москва — Саратов                |
| 45 "Дневной экспресс"           | Тамбов — Москва                 | 46 "Дневной экспресс"           | Москва — Тамбов                 |
| 47                              | Балаково — Москва               | 48                              | Москва — Балаково               |
| 109 "Санкт-Петербург-Астрахань" | Астрахань — Санкт-Петербург     | 110 "Санкт-Петербург-Астрахань" | Санкт-Петербург — Астрахань     |
| 123                             | Новосибирск — Белгород          | 124                             | Белгород — Новосибирск          |
| 137                             | Саратов — Москва                | 138                             | Москва — Саратов                |
| 343                             | Балашов — Москва                | 344                             | Москва — Балашов                |
| 379                             | Камышин — Москва                | 380                             | Москва — Камышин                |
| 651                             | Тамбов — Москва                 | 652                             | Москва — Тамбов                 |
| Сезонное движение поездов       |                                 |                                 |                                 |
| 459                             | Тамбов — Адлер                  | 460                             | Адлер — Тамбов                  |
| 505                             | Тамбов — Новороссийск           | 506                             | Новороссийск — Тамбов           |
| 513                             | Тамбов — Анапа                  | 514                             | Анапа — Тамбов                  |